# Elacatinus evelynae
Elacatinus evelynae es una especie de peces de la familia de los Gobiidae en el orden de los Perciformes.

## Morfología
Los machos pueden llegar a alcanzar los 4 cm de longitud total.

## Distribución geográfica
Se encuentra desde las Bahamas y Pequeñas Antillas hasta el norte de Sudamérica. También está presente en el oeste del Caribe.

## Observaciones
Es inofensivo para los humanos.